# 농담전지
농담전지(영어: concentration cell)는 배터리 기술에서 농도만 다른 동일한 구성의 두 개의 등가 반쪽 셀을 갖는 제한된 형태의 갈바니 전지이다. 네른스트 식을 사용하여 해당 전지에 의해 발생된 전위를 계산할 수 있다. 농담전지는 두 반쪽 셀의 반응물 농도가 동일할 때 발생하는 화학 평형에 도달하려고 시도할 때 작은 전압을 생성한다. 한 자릿수 농도 차이는 실온에서 60밀리볼트 미만을 생성하므로 농담전지는 일반적으로 에너지 저장에 사용되지 않는다.
농담전지는 두 반쪽 셀의 화학 물질 농도 차이가 감소함에 따라 전기화학 시스템의 열역학적 자유 에너지가 감소하여 전기를 생성한다. 동일한 반응이 반쪽 전지에서도 반대 방향으로 발생하여 농도가 낮을수록 증가하고 농도가 높을수록 감소한다. 에너지는 전기가 흐르면서 셀이 열로 흡수하는 열에너지로부터 생성된다. 온도 기울기 없이 주변 열 에너지로부터 전기를 생산하는 것은 두 반쪽 전지의 화학 물질 농도가 수렴하여 엔트로피를 증가시키고, 이러한 증가는 열이 전기 에너지로 변환될 때 엔트로피 감소를 보상하는 것보다 더 많기 때문에 가능하다.
화학 분석의 농담전지 방식은 알려진 농도의 용액을 미지의 용액과 비교하여 네른스트 식 또는 표준 그룹에 대한 비교표를 통해 미지의 농도를 결정한다.
농담전지의 부식은 금속 표면의 두 개 이상의 영역이 동일한 용액의 서로 다른 농도와 접촉할 때 발생한다. 농담전지에는 두 가지 일반적인 유형이 있다.
농담전지는 전극 농담전지 또는 전해질 농담전지일 수 있다.
- 전해질 농담전지 - 이 특정 전기화학 셀에서 두 반쪽 셀 내의 전극은 동일한 물질로 구성되며, 전해질은 농도는 다르지만 동일한 물질의 용액으로 구성된다.

- 전극 농담전지 - 이 특정 전기화학 셀에서는 동일한 물질로 구성되지만 농도가 다른 두 개의 전극이 공통 용액에 담겨 있다.

## 같이 보기
- 막 전위
- 삼투 전력